# Kardiochirurgia i Torakochirurgia Polska
Kardiochirurgia i Torakochirurgia Polska. Polish Journal of Thoracic and Cardiovascular Surgery – naukowe czasopismo medyczne  dotyczące kardiologii, kardiochirurgii oraz torakochirurgii; wydawane od 2004. Oficjalny organ Polskiego Towarzystwa Kardio-Torakochirurgów. Kwartalnik (ukazują się cztery numery rocznie).
Kwestie wydawniczo–techniczne tytułu leżą w gestii poznańskiego wydawnictwa medycznego Termedia. Publikacje ukazują się w systemie otwartego dostępu na licencji Creative Commons Attribution-Non Commercial-Share Alike 4.0 International (CC BY-NC-SA 4.0).
Czasopismo przeznaczone jest dla kardiologów, kardiochirurgów i torakochirurgów. Publikowane są prace oryginalne (eksperymentalne i badawcze), poglądowe i kazuistyczne.
Pismo ma wskaźnik Hirscha równy 6 (2017). W międzynarodowym rankingu SCImago Journal Rank (SJR) mierzącym wpływ, znaczenie i prestiż poszczególnych czasopism naukowych „Kardiochirurgia i Torakochirurgia Polska" została sklasyfikowana na 252. miejscu wśród czasopism z dziedziny kardiologii i medycyny sercowo-naczyniowej (ranking za rok 2017). W polskich wykazach czasopism punktowanych przez Ministerstwo Nauki i Szkolnictwa Wyższego czasopismo otrzymywało odpowiednio: 6 pkt - 2009, 9 pkt - 2010, 15 pkt - 2011–2013, 10 pkt - 2014, 14 pkt - 2015–2016.
Czasopismo jest indeksowane m.in. w Directory of Open Access Journals (DOAJ), EBSCO, Emerging Sources Citation Index (Web of Science, Thomson Reuters), Electronic Journals Library (EZB), Free Medical Journals, Geneva Foundation Free Medical Journals, Harvard Libraries - University of California Libraries, HINARI, Index Copernicus, ProQuest, PubMed, PubMed Central (PMC) oraz w Scopusie.
Redaktorem naczelnym czasopisma jest Wojciech Dyszkiewicz. Funkcję redaktora zarządzającego sprawuje Bartłomiej Perek. Honorowym redaktorem naczelnym jest Marian Zembala.
W skład rady redakcyjnej wchodzą głównie specjaliści z Polski (m.in. Tomasz Grodzki, Marek Jemielity, Mariusz Kasprzyk, Mariusz Kuśmierczyk, Bohdan Maruszewski, Zbigniew Nawrat, Jacek Nikliński, Jacek Różański, Michał Wojtalik) oraz – w mniejszym stopniu – także z zagranicy.